# Aleksandr Tarasov
Aleksandr Tarasov (né le 12 mars 1927 et mort le 16 juin 1984) est un pentathlonien soviétique. Il participe aux Jeux olympiques d'été de 1956 où il remporte une médaille d'or en pentathlon moderne.

## Palmarès

### Jeux olympiques
- Jeux olympiques de 1956 à Melbourne,  Australie
  -  Médaille d'or dans l'épreuve par équipe[1].